# Oxyopes nigrolineatus
Oxyopes nigrolineatus là một loài nhện trong họ Oxyopidae.
Loài này thuộc chi Oxyopes. Oxyopes nigrolineatus được Cândido Firmino de Mello-Leitão miêu tả năm 1941.